# 琼滇鸡爪簕
琼滇鸡爪簕（学名：Oxyceros griffithii）为茜草科鸡爪簕属下的一个种。